# ガンバレル型

ガンバレル型核爆弾の構造

核分裂兵器の起爆方法。上がガンバレル型、下がインプロージョン型の模式図

ガンバレル型（ガンバレルがた）は、核兵器の構造の種類の一つで、ヒロシマ型とも呼ばれる。核分裂反応の連鎖反応を引き起こす臨界状態を達成するために、砲身状の構造を用いる方法である。臨界量に達する核物質を分割したうえで砲身状の構造の両端に置き、火薬により一方の物質をもう片方へと衝突させ、臨界を達成、核爆発を生起させる。砲身型（ほうしんがた）やガン・タイプとも呼ばれる。

## 概要
核兵器の構造としては、最も初期からあるものであり、インプロージョン型と並ぶ核分裂兵器の一般的な構造の一つである。アメリカ合衆国が1945年に開発したリトルボーイもガンバレル型であった。構造も比較的簡易であり、インプロージョン型よりも基本部分の製造は容易である。砲身部は鋼鉄などで作られ、核物質は中空もしくは凹型のものを凸型のものにぶつける方法がとられる。核物質を砲身の両端から発射する方式は、理論的にありえるが、既知のものはない。
ガンバレル型はインプロージョン型と比べ、弾体が大きくなり小型化しづらいほか、核反応の効率が悪く、必要となる核物質量が多くなるという短所を持つ。インプロージョン型に比べ、安全性が低いという問題もある。インプロージョン型は、元来通常状態での臨界量に不足した核物質で作られているため、臨界状態になりづらく、その上、爆縮レンズの火薬を制御することにより、比較的容易に核爆発を阻止できる。
しかし、ガンバレル型では元々臨界量を超える核物質が組み込まれており、核爆発事故の阻止のためには核物質の厳重な隔離が安全性につながるが、これは核物質を衝突させるという基本原理に反している。このため、核物質の厳重な隔離構造とすることが容易ではない。事故や墜落などにより爆弾に衝撃が加わり、核物質同士が衝突・近接した場合に核爆発事故の可能性はあり、洋上に墜落し爆弾内部に海水が浸入した場合でも、中性子の減速により臨界に達する可能性がある。
装置の大きさ・重量や核反応の効率、安全性の問題などにより、ガンバレル型の核兵器は初期の核兵器に用いられたのみであり、以降はインプロージョン型が用いられるようになった。アメリカ合衆国の核兵器では1950年代を最後にそれ以降実用化されていない。イギリスやフランスの核兵器では用いられていない。南アフリカが一時保有した核兵器については、ガンバレル型があったものと推測されている。
ガンバレル型は、アメリカ陸軍の初期の核砲弾にも用いられている。これは、初期のインプロージョン型は爆縮レンズの形状により直径を小さくすることが困難であったのに対して、ガンバレル型の方が比較的容易に直径を小さくし、砲弾形状にすることができたためである。
使用核物質はウラン235を用いたものがよく知られている。プルトニウム239を用いたものについては、マンハッタン計画でMark 2（シンマン）として開発されていたが、プルトニウム240が含まれることによる過早爆発の問題を解決できず、1944年に開発が中止された。その後もプルトニウムを用いたものは、米国外も含め実用化に至っていないと目される。

## アメリカ合衆国のガンバレル型核兵器
- Mark 1 - 1945年生産開始。リトルボーイ
- Mark 2 - 1944年開発中止。プルトニウム使用。
- Mark 8 - 1951年生産開始、40発生産。
- W9 - 核砲弾（11インチ、280mm）陸軍、1952年生産開始。
- Mark 10 - Mk-8の改良型、1952年開発中止。
- Mark 11 - Mk-8の改良型、1956年生産開始。
- W19 - 核砲弾（11インチ、280mm）陸軍、1955年配備開始。
- W23 - 核砲弾（16インチ、406mm）海軍、1956年配備開始。
- W33 - 核砲弾（8インチ、203mm）陸軍、1957年生産開始。
- T4 核爆破資材